# Rodney Alcala
Rodney Alcala (nombre de nacimiento Rodrigo Jacques Alcala Buquor; San Antonio, Texas; 23 de agosto de 1943-Corcoran, California; 24 de julio de 2021) fue un violador, convicto y asesino en serie estadounidense. Fue condenado a muerte en California en 2010 por cinco asesinatos cometidos en ese estado entre 1977 y 1979. En 2013, recibió una condena adicional de veinticinco años a cadena perpetua tras declararse culpable de dos homicidios en Nueva York en 1971 y 1977. Su verdadero recuento de víctimas sigue siendo desconocido, y podría ser mucho mayor.
Un detective de la policía llamó a Alcala «una máquina asesina» y otros lo han comparado con Ted Bundy. Un detective de homicidios especuló que podría haber asesinado hasta a cincuenta mujeres, mientras que otras estimaciones estipulan alrededor de 130. Los fiscales dijeron que Alcala «jugaba» con sus víctimas, estrangulándolas hasta que perdían el conocimiento, y luego esperaba hasta que lo recobrasen, a veces repitiendo este proceso varias veces antes de matarlas. La policía descubrió una colección de más de 1.000 fotografías tomadas por Alcala, en su mayoría de mujeres, adolescentes y niños, la mayoría en poses sexualmente explícitas. En 2016, fue acusado del asesinato en 1977 de una mujer identificada en una de sus fotos. Se especula que algunas de las personas no identificadas que aparecen en sus fotografías podrían ser más víctimas.
A veces es llamado el Dating Game Killer debido a su aparición en 1978 en el programa de televisión The Dating Game durante el período de sus asesinatos.

## Biografía

### Primeros años y educación
Alcalá nació como Rodrigo Jacques Alcalá Buquor en San Antonio, Texas, hijo de una familia de origen mexicano formada por Raúl Alcalá Buquor y Ana María Gutiérrez. En 1951 la familia se mudó a México y tres años más tarde, su padre los abandonó, mudándose su madre con Rodney y sus dos hermanas a los suburbios de Los Ángeles, cuando éste tenía unos 12 años de edad.
Se unió al ejército de Estados Unidos en 1960, a los 17 años, donde desempeñó tareas administrativas. En 1964, después de lo que fue descrito como un "ataque de nervios", se le diagnosticó un trastorno antisocial de la personalidad por un psiquiatra militar y fue dado de baja por razones médicas. Otros diagnósticos más tarde propuestos por diversos expertos en psiquiatría en sus ensayos incluían trastorno narcisista de la personalidad, trastorno límite de la personalidad y, por parte del experto en homicidio Vernon Geberth, trastorno de la personalidad narcisista maligna con psicopatía y sadismo sexual con comorbilidades.
Después de dejar el ejército, Alcalá —-que dice tener un "coeficiente intelectual de genio"—- se graduó en la UCLA School de Bellas Artes y más tarde estudió cine en la Universidad de Nueva York.

### Antecedentes penales tempranos
Alcalá cometió su primer crimen conocido en 1968: un automovilista en Los Ángeles llamó a la policía después de verlo convencer a una niña de ocho años de edad, llamada Tali Shapiro de acompañarlo a su apartamento de Hollywood. La niña fue encontrada violada y golpeada con una barra de acero, pero Alcalá había huído de la escena. Para evadir la orden de detención, dejó el estado y se inscribió en la escuela de cine de NYU, utilizando el nombre de "John Berger". En 1971, obtuvo un trabajo de asesoramiento en un campamento de arte para niños de Nuevo Hampshire, utilizando un alias levemente diferente, "John Burger". En junio de ese mismo año, Cornelia Michel Crilley, una joven de 23 años de edad, asistente de vuelo de Trans World Airlines, fue encontrada violada y estrangulada en su apartamento de Manhattan. Su asesinato no sería resuelto durante los 40 años siguientes.
Más tarde, ese verano, dos niños que asistieron al campamento de arte se percataron de que, en la oficina de correos, había un cartel del FBI en el que aparecía Alcalá y se lo notificaron a los directores del campamento. En consecuencia, Alcalá fue arrestado y extraditado a California. Para entonces, los padres de Tali Shapiro habían trasladado a toda su familia a México y no permitieron que ella testificara en el juicio de Alcalá. De modo que no se lo condenó por violación ni por intento de asesinato al no estar la principal testigo. Los fiscales se vieron obligados a permitir que Alcalá fuera declarado culpable de un cargo menor por asalto. Salió en libertad condicional después de 34 meses, en 1974, en el marco del programa "La sentencia indeterminada". Éste era popular en aquella época e influyó en que los comités de libertad condicional liberaran a delincuentes, en cuanto éstos mostraban evidencia de estar rehabilitados. Menos de dos meses después, fue arrestado por agredir a una niña de 13 años de edad, identificada en documentos de la corte como "Julie J.". Una vez más, Alcalá salió en libertad condicional después de cumplir dos años de una "sentencia indeterminada".
Luego de su segunda salida de la cárcel en 1977, bajo el seguimiento de los oficiales de libertad condicional de Los Ángeles, se le permitió viajar a la ciudad de Nueva York. Investigadores del NYPD que han analizado los casos ahora creen que una semana después de llegar a Manhattan Alcalá mató a Ellen Hover Jane, de veintitrés años. Ella era hija del dueño de Ciro's, un conocido club nocturno de Hollywood y ahijada de Dean Martin y Sammy Davis, Jr. Sus restos fueron encontrados enterrados en los terrenos de la Rockefeller Estate en el condado de Westchester.
En 1978, Alcalá trabajó durante un breve periodo de tiempo en Los Angeles Times, como compositor tipográfico y fue entrevistado por los miembros del grupo de trabajo sobre el Hillside Strangler, quienes llevaban a cabo una investigación sobre unos delincuentes sexuales agresivos y activos en la ciudad. Aunque Alcalá fue descartado como El estrangulador de la colina, fue arrestado y cumplió una breve condena por posesión de marihuana.
Durante este período, Alcalá convenció a cientos de hombres y mujeres de que él era un fotógrafo de moda profesional de jóvenes y los fotografió para su "portafolio". Luego, un compañero de trabajo recordó que Alcalá había compartido sus fotos con compañeros de trabajo. "Pensé que era extraño, pero yo era joven, yo no sabía nada", dijo. "Cuando le pregunté por qué sacó las fotos, dijo que sus madres le pidieron que lo hiciera. Me acuerdo de que las chicas estaban desnudas". Pelisek, C (February 10, 2010): Rodney Alcala's Final Revenge. "Él dijo que era un profesional, así que pensé que estaba siendo una modelo para él" dijo una de las mujeres que permitió a Alcalá fotografiarla en 1979. El portafolio también incluye fotografías de menores "... extendiéndose después la propagación de [desnudos] los adolescentes," dijo ella. La mayoría de las fotos son eróticas y la mayoría permanecen sin identificar. La policía teme que algunos de los sujetos que en ellas aparecen puedan haber sido víctimas en casos adicionales.

### Aparición enDating Game
En 1978, a pesar de su condición de violador convicto y delincuente sexual registrado, Alcalá fue aceptado como concursante en The Dating Game. Para entonces, ya había matado al menos a dos mujeres en California y a otras dos en Nueva York. El anfitrión Jim Lange lo presentó como "un fotógrafo de éxito que comenzó su carrera cuando su padre lo encontró en el cuarto oscuro a la edad de 13, totalmente "desarrollado". Entre sus pasatiempos, según dijo, se encontraban practicar paracaidismo o motociclismo".
El actor Jed Mills, quien compitió contra Alcalá como "Soltero 1", más tarde lo describió como un "tipo muy extraño" con "opiniones extrañas". Él afirmó que Alcalá no llevaba pendientes en el programa, como había afirmado durante el juicio de 2010; los pendientes aún no eran un atavío socialmente aceptable para los hombres en 1978. "Nunca había visto a un hombre con un pendiente en la oreja", dijo. "Yo me habría dado cuenta de ellos".
Alcalá ganó el concurso y una cita con la "soltera" Cheryl Bradshaw, quien posteriormente se negó a salir con él, de acuerdo con informes publicados, porque lo encontró "espeluznante". El perfilador criminal Pat Brown señaló que Alcalá mató a Robin Samsoe y al menos a otras dos mujeres después de su aparición en Dating Game, además dedujo que el rechazo de Cheryl Bradshaw podría haber sido un factor agravante. "Uno se pregunta ¿qué produjo en su mente?", dijo Brown respecto al rechazo. "Eso es algo que no debe haberle caído. Los asesinos en serie no entienden el rechazo. Ellos piensan que algo está mal con esa chica: 'Ella jugó conmigo. Ella jugó a ser difícil de conseguir'".

## Víctimas adicionales

### Pamela Lambson
En marzo de 2011, los investigadores del condado de Marin, California , al norte de San Francisco , anunciaron que estaban "seguros" de que Alcala era responsable del asesinato el 9 de octubre de 1977 de Pamela Jean "Pam" Lambson, de 19 años, quien desapareció después de hacer un viaje a Fisherman's Wharf para encontrarse con un hombre que se había ofrecido a fotografiarla. Su cuerpo desnudo y maltratado fue encontrado posteriormente en el condado de Marin, cerca de una ruta de senderismo. Sin huellas dactilares ni ADN utilizable, nunca se presentaron cargos, pero la policía afirmó que había pruebas suficientes para convencerlos de que Alcalá cometió el crimen.

### Christine Thornton
En septiembre de 2016, Alcala fue acusado del asesinato de Christine Ruth Thornton, de 28 años, quien desapareció en 1977. Thornton y su novio se mudaron lejos de su familia para vivir en San Antonio, Texas. Después de que se separaron en Biloxi, Mississippi, en junio de 1977, fue vista por última vez haciendo autostop y nunca más se supo de ella. En 2013, la hermana de Thornton reconoció una imagen hecha pública por la policía de Huntington Beach y la policía de Nueva York de una mujer de cabello oscuro que conducía una motocicleta y vestía una camisa amarilla. Su cuerpo fue encontrado en el condado de Sweetwater, Wyoming , a lo largo de la Interestatal 80, en 1982, pero no fue identificado hasta 2015 cuando el ADN proporcionado por los familiares de Thornton coincidió con muestras de tejido de sus restos. 

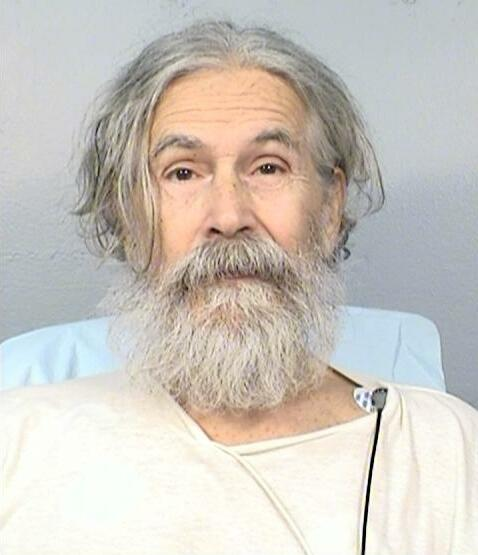
Alcalá en 2015

Alcala admitió haber tomado la foto, pero no haber matado a la mujer, quien estaba embarazada de aproximadamente seis meses al momento de su muerte. Thornton es la primera presunta víctima de asesinato vinculada a las fotos de Alcala que se hicieron públicas en 2010. Según los informes, Alcala, de 73 años, estaba demasiado enfermo para hacer el viaje de California a Wyoming para ser juzgado por los nuevos cargos.

### Fallecimiento
Falleció finalmente el 24 de julio de 2021 a la edad de 77 años en la prisión de Corcoran, California por causas naturales.

### Alias
- Rodney Alcala (nombre legal)
- Rod Alcala

### Rodney Alcala en la cultura popular
Rodney Alcala aparece retratado en el largometraje La mujer del momento (2023), dirigido y protagonizado por Anna Kendrick y en el mismo, interpretado por Daniel Zovatto, se recrea su participación el programa de citas de 1978.
También su caso ha sido sido motivo de múltiples documentales, entre ellos en la Serie "Murder Made me famous" el episodio 5 de la Temporada 4 en Universal o la Mini Serie "Dating Death" en la plataforma Amazon Prime.